# 神曲奏界
《神曲奏界》是以但丁的《神曲》為架空背景所衍生出的電子小說、輕小說、動畫及漫畫。

## 概要
在2005年8月1日以電子小說系列作的第五部作品為名，發表了本作品的第一話。在2006年4月28日則以《神曲奏界Polyphonica 一&二話BOX版》之名稱發行了追加兩話新劇情的正式銷售版。2007年春，除了PS2遊戲版本，還發行了為電子小說版完結篇而製作的《神曲奏界Polyphonica 三&四話BOX版》。2006年9月1日就開始推動的Java手機版本計劃(只對應具有軟銀 3G功能的手機)，也由Visual Art's測試完成的網站《Visual Art's☆Motto》依序開放下載中。
從2006年1月開始，SB創意的輕小說文庫《GA文庫》開始了協同創作世界(Shared world)的連動計劃。請到為遊戲版編寫劇本的榊一郎來執筆的「Crimson系列」(通稱「紅」的Polyphonica)、「Ephonic Songbird系列」之外，由大迫純一所寫的「Black系列」(通稱「黑」的Polyphonica)、「Leon系列」(通稱「金」的Polyphonica)，高殿円所寫的「White系列」(通稱「白」的Polyphonica)，築地俊彥所寫的「Blue系列」(通稱「藍」的Polyphonica)，以及あざの耕平所寫的「Dan系列」(通稱「銀」的Polyphonica)。
以小說版的「黑」以及「白」為藍本的電子小說《神曲奏界Polyphonica THE BLACK》(製作公司KuroCo)與《神曲奏界Polyphonica Memories White》(製作公司AMEDEO)也從2007年4月開始發售。
在2006年10月10日，發表了要由「T.O Entertainment」製作公司將紅動畫化的消息。也在同一天開放了官方網站。除了從4月開始會播放共十二集的動畫版之外，2007年開始，也會在網路漫畫雜誌「FlexComix Blood」上連載紅漫畫化的作品。

## 舞台
「紅」、「黑」、「金」、「銀」的背景，大致上都是以同個時期的將都「托爾巴斯」為舞台。而在登場人物的部分，也有著實際上的互動，四部作品的角色之間是有著密切的關連性的。
「白」則跟其他作品不同，是以遙遠過去的遺跡時代作為舞台。這部作品主要是用來補充其他作品中對於Polyphonica世界的背景及設定解釋不足的地方，並提到關於精靈們過去的故事。
「藍」則是只有時代與「紅」等一樣。但是，因為是以另一個都市凰都「畢雷尼斯」為舞台，所以到目前為止，登場人物之間的互動大多停留在謠言或傳聞之類的程度，僅有在短集篇「共鳴樂章」02中全部交錯。
成為這個「協同創作世界」主軸的「紅」的時間先後順序如下：電子小說版、網路漫畫版、小說版第五集、S第一～三集（改編動畫版第二季）皆歸類於「學生篇」。至於小說版其餘、動畫版第一季則是數年之後的「社會人篇」。故事發生的時間並不是一樣的。

## 世界觀
將被稱為「精靈」的生命體，當成理所當然的存在的虛構世界—Polyphonica（中譯：波利佛尼卡），和我們地球的真實世界有著平行世界般的關連。因此，也有真實世界歷史上實際存在過的人（例如：但丁、貝多芬）出現在波利佛尼卡大陸上。
波利佛尼卡大陸的科學等級，大致介於地球的現代與近未來之間。跟地球科技產物類似的物品，也大多都存在著。另外，也有著被稱為未來都市一般的存在。而藉由演奏「神曲」來借用精靈力量的技術體系，則與一般科技並行發展著。
這個世界其實還隱藏著某項重大的秘密，而精靈們則一直等待著人類逐步接近真相的時刻到來。

## 用語

### 精靈關連
精靈（Spirit）
充斥著整個世界，被稱為「具有智慧者」、「人類的好鄰居」的一種存在。在數精靈的時候，不用多少「人」或是多少「個」、而是用「多少柱」來數。是能夠實體化的精神體。雖然有各種不同的定義方式，但詳細的內容目前仍然不明。跟其他生物相比是壓倒性的強力存在，即使是下級精靈也擁有遠超人類的力量。更不用說上級精靈，只需要一柱就可以發揮足以改變地形的力量。他們那具有特徵的名字是依照「名‧柱名‧精名」的順序來構成的，柱名被稱為「御柱」是精靈的力量根源。因此，失去柱名的精靈等同於失去大半的力量。
雖然有著各種不同的外形(以稱為「枝族」的方式做了大略的分類)，但不論哪種外形，一定長著偶數成對的「翅膀」。複雜的紋路描繪出的翅膀又被稱作「精靈紋章」，也有一說認為翅膀才是精靈的本體。翅膀的紋路與人的指紋是相同的東西、也用在識別精靈個體上。翅膀可自由收起張開，在人類社會中生活的精靈，也有平時就把翅膀給收起來的。翅膀的數量與等級成正比，一般的分類方式為：兩枚為下級(下位)精靈、四枚為中級(中位)精靈、六枚為上級(上位)精靈、越是上位的精靈翅膀數量也越多。等級為當下所保有的力量的絕對量的展現，翅膀的數量不同意味著無法超越的牆壁，下位者與上位者一對一戰鬥並取勝基本上是不可能的事情。例外是接受了神曲的時候，但也有其限度。同一個等級之內的精靈，也是存在力量差距的，有像上級精靈「イアリティッケ」伊亞莉蒂凱這樣擁有直逼始祖精靈程度的突出能量之擁有者，也有像中級精靈「ヤーディオ」雅帝歐這樣有著能夠輕易跨越等級屏障程度的「罪」的持有者。等級直接代表了所擁有的能力大小。
精靈誕生的時候所選擇的實體化型態來分別，人型精靈以「弗碼奴比克」，獸型精靈以「貝爾司特」來總稱，也有位於兩者之間的半獸半人型精靈「利康特拉（Ricantora）」。本為沒有肉體的精神體，除了誕生時選擇的形態也可以改變成別的形態，但是為了保持自己的統一性，自我改造通常以年為單位時間緩慢的進行。但是物質化的形態只不過是「容器」而以，本來保持那種形狀就是沒有意義的事情（是為了要與自己所在環境相適應的形態，模仿周圍的生物所產生的結果），沒有複雜的組織化所需的大量能源的下級精靈、，大部分的情況下僅僅只能追求「容器」的功能而單純的選擇玩偶模樣的形態。當然，下級精靈的力量也有差距，其中也有可以選擇複雜的人型的存在。
但是物質化也有缺點，無論選擇哪種型態，都必須要沿襲著該型態的原型生物的生活型態。如果不按照那樣做的話（例如不吃不睡的長時間活動等等）會消耗相當大量的能量，所以物質化的精靈會有少量的攝取食物以及睡眠的行為。非物質化的時候便不需這麼做，所以大部分的下級精靈以及不怎麼跟人類交往的精靈，除非必要否則並不進行物質化。
雖說人類與精靈是完全不同的生物，但是雙方同為擁有靈魂的存在，人類可以視為纏上肉體的精靈。這是半精靈以及重生為人類的精靈等特殊存在產生的主因。
物質化與非物質化
身為精神生命體的精靈，可以用構成自身存在的能源「精靈雷」模擬並再現物質，做出肉眼可見並可觸摸的形態。這就是物質化，反過來說，不進行物質化（或是將其解除）成為肉眼看不見且無法碰觸的能量狀態就是非物質化。物質化，不僅僅是具現出自己的肉體，還有身上的衣物以及使用的道具等等也會進行具現化（換而言之，也可以說精靈總是處於全裸狀態）。但是，就算以物質化的形態具現出來了，其本身依然是純粹的能量體，在精靈死亡，或是能源供給停止的時候，物質化的存在會不留痕跡的徹底消失。精靈基本上並不追求物質化，特地花錢去買東西的必要性也沒有。但是，從以前開始也沒有完全不買東西來用的精靈，最近更是有越來越多精靈喜歡上人類設計的衣服以及製作出的工具。
物質化的時候，除了目視，精靈也能被雷達或是探測器等感知到，但是人類不可能察覺到非物質化存在的精靈。這個狀態下的精靈可以說是這個空間本身，除了同為精靈的存在，否則絕對無法感知到。在非物質化的時候，物質化時的肉體限制以及能量消耗皆不需要。也可以直接穿過物質，沒有進行對應處置的建築物將無法防禦精靈的入侵。還有，在物質化的時候，肉體遭受了致命性傷害時，進行非物質化將可以保命，也能進行恢復。乍看之下沒有任何缺點的非物質化，在這個狀態下不被任何事物干涉但也無法對任何事物進行干涉，精靈要對事物進行干涉的話，將無法避開物質化。
異常嗜好精靈
通稱「狂精靈」。與一般的神曲有些許不同，嗜好於充滿演奏者負面情緒的神曲。
與普通精靈相比，五感中的其中幾種特別發達是其特徵。
始祖精靈
在奏世神話中提到，最初由奏世神所召喚出來(或是從世界中創造出來)的八柱女性型弗碼諾比克形態的精靈。她們也被稱為「神靈」或是「女神」，以精靈之母的地位而被謳歌著的精靈女王，她們所持有的力量是位於所有精靈的頂點。一般常以所象徵的「顏色」(「紅」「白」「紫」「銀」)來分辨她們。。
雖然看起來與上級精靈一樣有六枚翅膀(本來是八枚)但其所擁有的絕大力量能夠讓上級精靈也無法辦到的事情成為可能。各自掌管著一部份的法則以及秩序(定理)，並一同支撐著這個世界。始祖精靈的名字本身擁有等同於神曲的力量，以自身之名為媒介，將使得招喚並使役其他精靈成為可能。。一般而言，沒有肉體根據存在的精靈，改變自己的名字而使得自身的形態發生劇烈變化的話，也會喪失自身的統一性導致外形發生變異，對於「一般的精靈」而言屬於常識範疇外的她們的話，則可以輕易的使用假名以及改變身體的形態。
始祖精靈被當成所有弗碼諾比克形態的始祖，與其成對的則是貝爾司特形態的始祖，被稱做「聖獸」的守護精靈。兩者本來算是同一個存在，因此具有互相為對方的存在做「備份」的機能。只要不是兩者同時死亡，就不算完全被消滅。此機制被稱為「轉生之輪」，是藉此將始祖精靈及聖獸與其他大部分的精靈作分別的特殊能力。
從未死亡過的始祖精靈，會特別被稱為「原型(Original)」，體內藏有奏世樂譜。至少，克緹卡兒蒂曾是那個「原型」。曾經一度消滅過的存在只有「安塔娜莉亞」而已。現階段而言，女神的消滅以及轉生所會產生的影響依然有很多的不明之處，但精灵島墜落事件確實受此影响。
與契約者成為共生體(即分享力量，使對方成為精靈奇兵)，就不再是原型。
只要不是犯下彌天大罪(違反世界法則)，例如:殺害大量人類，是不會遭到其他始祖精靈干涉。處罰的方式多為封印，絕不會讓女神死亡。目前僅有黎修莉婷、克緹卡兒蒂曾被封印。因此，一般聖獸、始祖精靈盡量不會參與人類的紛爭。
始祖精靈的顏色與名字
- 「紅」克緹卡兒蒂‧阿巴‧拉格蘭潔絲(原型)
- 「翠」艾蓮都絲‧歐爾‧泰德蘭蒂兒
- 「白」安塔娜莉亞‧席拉‧克拉莉泰萊

(「白」時代的200年前曾一度死亡，在「白」的時代，轉世為絲諾‧德羅布。)
- 「銀」艾絲緹兒‧拉爾薩‧赫裡奧巴斯(原型)
- 「紫」黎修莉婷‧羅莎‧阿美蒂斯塔斯
- 「金」蘇拉絲蒂莉雅
- 「黒」雷蒂阿歌爾
- 「青」布魯梅莉特

聖獸
擁有始祖精靈匹敵的力量，是為她們的另一半的八柱守護精靈們。與始祖精靈全為女性為對照，聖獸則全為男性。與始祖精靈是分開的獨立個體，但是究其存在的本源以極端的觀點來看，可以將其視為同一個體。最強並最能發揮力量的是本來的樣子貝爾司特形態，但平常則是以男性型的弗碼諾比克形態來活動的兩種形態持有者，對一般精靈是一種異質的存在。與始祖精靈相同，不能單純的以精靈兩字概括而定。為了司管世界的法則，他們無論死亡幾次都可藉由「轉生之輪」來復活。與始祖精靈不同的是，聖獸就算死亡也能在保留著前世記憶的情況下轉生。這也是為了達成守護始祖精靈這項任務而具備的能力。
聖獸的力量源自作為半身的女神，但也可以與女神擁有不同的契約者。當聖獸一方沒有契約者時，也可以從女神的契約者取得神曲的力量。
雖然是女神的半身，但兩者的性格可以不一樣，也未必時常待在一起。除了「白」時代的夫拉梅爾之外，聖獸一般都會遵守「守護女神」的法則。
只要不是犯下彌天大罪(違反世界法則)，例如:殺害女神或大量人類，是不會遭到半身及其他聖獸、始祖精靈干涉。處罰的方式包括:封印、除去柱名，一般女神都不希望親手製裁自己的半身。目前僅有夫拉梅爾遭到上述處分。因此，一般聖獸、始祖精靈都不會參與人類的紛爭。
聖獸的稱呼基本上都是習慣以柱名（布蘭卡、夫拉梅爾、拉古、米莉迪雅等）來稱呼。
聖獸的顏色與名字
- 「紅」利歐涅爾‧夫拉梅爾‧艾琉德隆

(過去曾被流放，以死亡為契機經過轉生而回歸，並重新取回柱名)
- 「翠」薩菲亞‧克琉索‧伊蘇穆爾德
- 「白」艾利法斯‧布蘭卡‧阿爾比歐那
- 「銀」不明
- 「紫」塞克黎朵‧梅利迪亞‧波伊尼珂倫
- 「金」不明
- 「黒」馬納伽里亞斯提諾克‧拉格‧艾迪萊克利亞斯
- 「青」薩卡爾

奏世神
被稱為「創世者(Genesis)」。一般被認為有著四面八臂、八枚翅膀的姿態，使用被稱為創始之樂器的「奏世樂器」，與八柱始祖精靈一起奏造了整個世界。最後創造出自己的繼承者的人類後便陷入了永眠。不過，也有人認為祂只是照著一神教的思想，將八柱始祖精靈融合而成的虛構偶像而已。
普遍的認知是當成神話中的架空存在來看待。但是，除了「始祖精靈」是真實存在之外，「奏世樂器」與再奏世所需要的「始原神曲」也是真正存在的。讓人不禁懷疑，被稱做神的物體或許也真的存在。不管怎樣，目前仍舊是真相不明。
雷普洛斯
過去曾與精靈島有著極深的關聯，是已經死亡了的存在。其遺骸以「聖骸」的形勢流存下來。有著能令精靈能以精靈的形態誕生的力量。其本體為，非精靈也非人，世界上唯一一個擁有複數意志的原始生命體，不進化為這個世界上任何其他生命體的存在。也是生命集合體的唯一意志（統一意志）。嚴格來說並非在「活著」的時間概念裡，也因此有的時候可以進行跳躍。與始祖精靈和奏世楽器相同，是真理與法則的具現化存在，也是世界之眼、世界的中心。也被稱之為神。因為是沒有善惡概念的中立存在，所以不會成為任何人的敵人或是盟友。在過去時，為了取得世界的平衡，曾一時協力於但丁以及艾琉德隆。
在神曲白登場的ナノポニート娜諾波妮特為雷普洛斯的端末、性別以及容貌隨著出生時而改變。
奏世樂器
奏世神創造波利佛尼卡世界時，用來演奏「始源神曲」的傳說樂器。被稱為「奏世樂器」的有無限鍵盤(Ινφινιτε Πιανο)、至極吹管(Νοβλε Ωινδ)、永劫並弦(Ετερναλ Στρινγσ)、虛空連鼓(οιδ Δρυμ)這四件。
過去，曾有幾次因為不當使用而引起了大規模的神曲災害，受其影響，連時間及歷史均遭改寫的事情也曾發生。鑑於它們的危險性，也為了不讓它們再度出世，各方對其有極為嚴苛慎重的管理。不過，終究還是被〈嘆息的異邦人〉給奪走，並為了進行「再奏世」而發動。「再奏世」被弗隆等人所阻止後，「白之女神」安塔娜莉亞(絲諾)與「白色聖獸」布蘭卡回收四件奏世樂器，將它們送回〈四樂聖〉手中。
始源神曲
世界奏造時所使用的神曲，樂譜本身並不存在於世界上，但是始祖精靈以自己的身體為記憶留存下來。以現存的神曲觀點來看，始源神曲甚至無法被稱為音樂，不管從哪個方面去聽，它都只是單純的音符排列而已。但是，就是這些音符便可以將世界解體歸於虛無，並且包含了構築新世界的情報於其中。
桑提拉‧波魯松所領導的〈嘆息的異邦人〉，曾捕捉始祖精靈進行解析(其實是以此為名的解體)，從中獲取情報，並進行再奏世。
但丁‧伊布凡布拉
波利佛尼卡歷史上，第一位演奏出神曲並與精靈締結契約的人，以神曲樂士的始祖而留名。
其正體為，僅以思想而存在，透過人類的肉體而傳承下去的統一意志。是為精靈與人類之間的調停者，也為了世界上的力量均衡而進行調律，與那個時代的優勢的一側為敵，並以減少其數量為目的。在其出生的遙遠時代，便以極至的神曲為目標而進行著研究，其中的一個成果便是巨大管風琴「單人樂團初號機」與神曲「炎帝的紋章」。
為了使宿主接受這強力的命運，常常給予宿主一個極為不幸的人生。而且，即便是現身前宿主便已死亡，也可透過轉生之輪現身於後世。在白雪他們的時代的兩百年前，便曾為了要減少增加的太多的人類而與因為柱名遭到剝奪而失去力量的艾琉德隆以新的契約給予其力量，並挑起了犧牲極為巨大的戰爭。
神曲(Comedy)
奏世神話裡的神曲，是指奏世神在創造世界時所使用的樂曲。就現代而言指的則是但丁所製作，能夠給予精靈特殊力量的曲子。
也被稱為是與精靈對話的「話語」，在這邊並無明確的定義，但是因為神曲是靈魂與心的型態(生物能源)的投影，所以無論何時都必須要神曲樂士的直接演奏。而且，因為其擁有多種聲音重合威力也會上升的特性，比起獨奏來說，合奏能夠給予精靈更加強大的力量。
一般認為神曲是精靈的糧食，但是原本就是以精神體存在的精靈並不需要糧食，所以實際上神曲的功效其實更近似於毒品。在獲得神曲的時候，能夠使用在自然狀態下無法使用的強大力量，這對精靈來說是極有快感的事情。為了獲得這種狀態而渴求著神曲。當然，也有如同毒品甚至是更為嚴重的副作用，因為神曲飢餓而暴走，等到最後一絲力量也用完，便會徹底消滅。
雖然精靈本身並非無法演奏神曲，但是對精靈來說，放出生物能源就等同於是在直接削減壽命一樣，如果長時間的演奏下去的話，不論什麼精靈都會衰弱而死。因此，即使是到了精靈不得不演奏神曲的情況，精靈們也不會去做。
神曲樂士(Dantist)
演奏神曲並使役精靈力量的特殊技能人士，擁有國家資格認定。被稱為Dantist的神曲樂士是由其始祖Dante演變而來的。以此為背書，受到社會的特別對待，因此而變的傲慢的人也相當多，業界中的腐敗也越來越嚴重，甚至將資格認定這個最快踏入神曲樂士的途徑做了更動，使得原本就已經擁有高度門檻的這個職業的大門變的更為狹隘了。
基本而言，神曲樂士是需要在神曲公社進行登記，以便於國家管理的，但是也有不喜歡這種做法的非法樂士存在，他們大部分是屬於國家的權力無法到達的裏社會，發生犯罪的樂士大部分都源自於此。
神曲樂士所要求的基本是，堅實的演奏技術、以及讀取環境以及精靈的狀態對曲子進行細微調整的能力，所以「耳朵聽不見的人無法成為樂士。」尤芬莉如此說道。不過，名為「烏莉兒」的耳朵聽不見的少女，以神曲樂士為目標，目前正就讀於托爾巴斯神曲學院基礎課程二年級。
精靈契約
精靈如果喜歡樂士的神曲的話，便會與他們專屬締結契約。「白」的時代時，下級精靈也可以與人類締結契約，但是在精靈島消失的現在，只有中級以上的精靈可以跟人類締結契約了。如果雙方足夠親密的話，這個契約也有近似於婚姻的意義，但是大部分的情況而言，契約比較像是雇傭合約一樣的東西。基於這個契約之上，精靈會對樂士的神曲進行調率(特化)，可以獲得契約前數倍以上的效果。相對的，對於非契約的神曲樂士的神曲便非常難以接受為其缺點，而且在無法獲得契約樂士的神曲時也有暴走的危險。因此，對精靈而言，跟人締結契約可以說是賭上性命的一種決定。
解除契約而言，一般是透過事先察覺契約者的自然死期，而如果是想要解除契約的精靈的話，便會慢慢的花時間讓自己從那名樂士的神曲當中脫離開來。因此，如果是因為事故而失去契約者的精靈，便會藉由其他不那麼容易接受的樂士的神曲的力量，在演變成暴走狀態之前盡快完成調律。但是，對於契約相當於婚姻的樂士與精靈來說，便常常出現精靈為神曲樂士「殉葬」的情形。
精靈至上主義現實派
把精靈當成生物圈中的頂點，認為人類只不過是「當成下僕使用的動物」的一種思想。因為是現實派，所以是十分實際的在進行活動。活動內容主要是——對報社進行投稿、連署簽名活動、還有社會運動等等………抱持著同樣想法的，還有以惡作劇等負面活動為主的「過激派」存在。但是因為過激派實際上已經解散，所以現在還存在的只有現實派和以下提到的廢墟派而已。
精靈至上主義廢墟派
也有人稱呼他們為「廢墟理論」。提出這種思想的精靈們，因為不斷的跟比自己壽命短暫的神曲樂士死別，因此抱持著一種諦觀的心態，認為「契約不過就是分離的不斷重演罷了」，並且因此而遠離人類。算是精靈至上主義派系的一種。當他們轉變成了旁觀者之後，對於人類則抱持著「人類的世界十分美麗，而美麗的物品，就該美麗的毀滅。」這種願望。雖然一般而言，都只是在旁觀人們的行動，並不造成威脅。但因為目標是「讓人類能美麗的毀滅」，有時也會露出「為達目的不擇手段」，這種具有威脅性的面孔。附帶一提，「廢墟派」這個名字，是現實派領導人「海蒂‧烏魯‧寇迪雷夫思」所命名的。
人類至上主義
跟以上所提到的「精靈至上主義」待遇完全相反。就連帝國內也以「不能放任下去」為由，而加以嚴格控管的危險思想。一如其名，這種思想傾向於「把人類當成比精靈還要偉大的存在」。同時對於精靈們則抱持著鄙視的態度。有不少反精靈團體，便以此思想為主進行各種公開或非公開的活動。這類思想的其中一種，就是「霍佐納．墨資亞」所提倡的霍佐納理論。
霍佐納理論
前碧雷尼思綜合大學教授「霍佐納‧墨資亞」所提倡的人類至上主義理論。他曾經說過：「人類就是因為太過依賴精靈，才使得文明的發展變得遲緩。」這番話雖曾使得整個學會陷入恐慌，但是因為他並未否定精靈的功績，不但將精靈定位為「人類的好鄰居」，同時又以這個定位為前提，提出「人類不依賴精靈，精靈也不被人類所利用。這才是人與精靈最完美的相處方式。」這個並不極端的主張。一時之間吸引了不少支持者。但是，由於後面提到的「藍皇冠號事件」，墨資亞教授辭職離開了大學，霍佐納理論也完全被從歷史上抹殺。
藍皇冠號事件
讓霍佐納理論被抹殺掉的契機，就是這個事件。十二年前，在相信霍佐納理論的人群中，有一個團體的計劃是移居到沒有精靈的島嶼居住。雖然他們靠著自己的力量製作船隻，並且成功出海，但是不幸的是當時海況不佳，使得船隻沉沒，搭乘人員全數死亡。事故發生當時，由於船員堅持要靠自己的力量解決問題，對於前來救援的精靈們的幫助一概拒絕。也使得一百多名當時仍存活者因此罹難。這件事讓學會認為霍佐納理論是具有危險性的思想，而將其抹殺。這個事件，也使得當時參與救援活動的精靈「海因茲」為首的許多人，開始思考「精靈與人類要如何共處？」這個問題。事件名稱的由來，是直接以他們所乘坐船隻的名稱「藍皇冠(Blau Crown)號」來命名的。
聖凱魯雷姆之虐殺
由天才作曲家「希斯勞‧伊格薩爾」，為了更加接近但丁的神曲而創作的樂譜名稱。但是，它也不過就是醜化的模仿品罷了。完全的失敗作。雖然一開始是為了讓一柱的精靈聽從命令才創造出這份樂譜……但是，卻完全沒辦法對目標的精靈產生效果。反而是會干涉周遭所有的精靈，引導他們自相殘殺。

### 七樂門
「神圣梅尼斯帝国」时代的七个神曲乐士名家，千年来出过许多一流的神曲乐士，对梅尼斯帝国的政治有很大的影响力，「四乐圣」几乎都是七乐门出身。
为了守护梅尼斯，第一代的七位当家与精灵订下契约，继承七把「贤者之石」的刀，成为跟精灵一起战斗的持剑乐士。传家宝刀可以对精灵与死灵造成伤害，甚至能切开精灵雷。这七把刀的起源，与「炎帝」有关。
神曲「白」的时代，塔塔拉、辛拉、古达拉三家，因为遗失传家宝刀，所以在七乐门中的地位不高。
1)桑提拉家
2)席达拉家
3)卡姆依拉家
別名:「水之卡姆依拉」
4)塔塔拉家
別名:「火之塔塔拉」
5)辛拉家
与军方关系深厚。
曾經找回家传的「贤者之石」，不过失去刀身。利用「贤者之石」開發的「单人乐团二号机」也被破壞。
6)古达拉家
7)奇拉家
以帮神曲乐士制造乐器闻名，因为分家成員帕里亞与「单人乐团一号机」的开发有关，受到惩罚，在七家中成为地位最低的一族。

### 五聖家
在克蘭德姆王國，存在被称为「五圣家」的五个神曲乐士名家，是代代神曲乐士辈出的名门，与梅尼斯帝国的「七乐门」齐名。
五聖家的宅邸，大多集中在首都─亞歷山德爾的「梅諾區」。
斯丹葛拉家
別名:「金之斯丹葛拉」。
克勞薩家
貝倫休泰家
別名:「黃昏的旋律師」
艾康巴德家
格蘭納多家
別名:「紅之格蘭納多」、「鮮血的旋律師」
家傳樂器:小提琴「火焰之德肯吉特」

### 四樂聖
传说中的四位神曲乐士，位於所有神曲乐士顶点的称号。
〈四乐圣〉的存在为人所知，大约是在神曲红的500年前。历代的〈四乐圣〉大部份是「七乐门」出身，他们负责守护与管理奏世乐器。
〈四乐圣〉最近一次的出动记录，是在「第一次叹息异邦人动乱」。
「第二次叹息异邦人动乱」的攻防战，因为「再奏世」的影响，没有留下历史纪录。

「紅」時代的〈四樂聖〉:
席达拉·雷特斯
卡姆依拉·吥利森
古达拉·縥覂玃驼
托瓦米·法雷

未來繼承者:
塔塔拉·佛隆

### 社福團體「克羅莉安娜之樹」
在「白」時代，與精靈島的大精靈樹「克羅莉安娜」同名的社福團體。
組織的宗旨，是救濟各國的孤兒與貧民，反對將神曲用在戰爭上。
精靈島學院的在校生與畢業生中，有許多人都加入這個世界級的組織，也包括學生會成員。
基層的活動內容，是教育當地孩童、幫忙煮飯做菜、打掃縫紉、用神曲召喚精靈，進行開墾與土木工程。
剛參加「克羅莉安娜之樹」的成員都是32職等，根據成員的功績與貢獻，進行升等。24～32職等屬於下級，16～24職等屬於中級，8～16職等屬於上級（幹部後補）。最上級的8職等（限定8人），是被稱為「Origin」的組織創辦者，他們決定整個組織的目標與方向。
1.阿里曼公爵，五聖家「斯丹葛拉家」的當家，是克蘭德姆王國的攝政。
2.狄奥多侯爵，五聖家「貝倫休泰家」的當家，是黛西的父親。
3.亞諾公爵，五聖家「格蘭納多家」的當家，是普莉姆羅絲的父親。
4.五聖家「艾康巴德家」的當家，是密斯特拉魯的父親。
5.五聖家「克勞薩家」的當家，是賈桂琳的父親。
6.哈敏特，七樂門「席達拉家」的代表，是普莉姆羅絲的未婚夫，青年部負責人。
7.沃爾佛斯，七樂門「辛拉家」的當家，是藍迪與薩拉莎的父親。
8.七樂門「古達拉家」的當家，是優拉納斯‧赤月的父親。
「克羅莉安娜之樹」的目的之一，是打開「生命的庭園」，改變神曲世界的法則。他們打算排除八柱「始祖精靈」的影響力，徹底控制世上的精靈，建立以人類為主的新世界。
「克羅莉安娜之樹」以社福團體的名義，成功滲透到各國的平民階級。後來故意煽動對政府不滿的民眾，引發暴動，在各國發起革命。
學生們組成革命軍發動叛亂，壓制島上所有的精靈騎士與教職員，將他們關在刻有「精靈文字」的牢房裡。
革命軍為了開啟「生命的庭園」，使用「但丁禁曲」強化自己的契約精靈，配備各種「對精靈武器」，前往世界各地，打算捕捉女神與聖獸，並封印在精靈島湖底的「靈魂煉獄」。
當八柱「始祖精靈」全員到齊時，「生命的庭園」會自動開啟。
覺醒「炎帝」記憶和力量的普莉姆羅絲與「但丁」、「雷普洛司」合作，暗中操控「克羅莉安娜之樹」與革命軍，掌握整個克蘭德姆王國。
精靈島的革命軍發表獨立宣言，對世界各國宣戰，準備毀滅地上世界。

## 地名、設施
梅尼斯帝国
神曲「红、黑、蓝、金、银」系列的主要舞台，波利佛尼卡大陆的大国之一，属於亲精灵派的国家。
神曲「白」时代的国名为「神圣梅尼斯帝国」，版图与现在有些差异，与克兰德姆王国是世界两大国。自古以来被称为「七乐门」的神曲乐士名门，在神曲「红」的时代依然存在。
梅尼斯帝国的公用语言为『哇语』，『哇语』也是神曲世界的共通语言。各地的地名、人名、饮食习惯、宗教、政治等方面，受到古代「炎帝」的影响，以「异世界」地球的和风文化为主。
政治从神曲「白」的王政时代，转变为议会政治，「贵族院」与「元老院」由贵族、皇室成员组成，主流的「庶民院」由一般民众组成。
在神曲「红」的时代，虽然皇帝与皇室成为象徵性的存在，不具有实权，但是皇帝仍然保有三军统帅的地位。
帝国的陆海空三军也受到各院的影响，「贵族院」、「元老院」、「四乐圣」影响力较强的是最早成立的海军。「庶民院」影响力较强的陆军，与海军立场对立。加上从陆军分离出去，立场上亲陆军的空军，三者并非团结一致。
女神們的合作对象，大多是海军。
將都 托爾巴斯
位於梅尼斯帝国南部的都市圈，波利佛尼卡大陸的南端，北側有索爾帖山，南側夾著亞洛尼亞海，是個人口超過兩百萬的大都市。
是帝国唯一面海的将都，由21个卫星都市组成。是第三神曲公社的所在地，治安方面是世界一流水准。
当地聚集许多神曲专门学校，包括名校「托尔巴斯神曲学院」在内，因此被称为「神曲之都」。
四季變化不明顯，氣候屬於溫暖。
每年約有兩週期的伊帖路克風時期，在這時期之外非常難得會下雪。
據說托爾巴斯是當時精靈島墜落的地方，而這座都市就是為了紀念精靈島而建立的都市。在托爾巴斯對外的道路上是一片荒漠，據說也是精靈島墜毀造成的結果。
「克什莱特自然公园」位於托尔巴斯中央的日光市，面积约为340平方公里。公园内严禁开发，内燃机车辆的进出也受到限制。这里是精灵岛的坠落地点，帝国设立将都托尔巴斯的真正目的，是为了守护精灵岛的遗迹。
神曲奏界「紅」、「黑」、「金」的主要舞台。
佛隆与「红之女神」克缇卡儿蒂住的出租公寓，位於托尔巴斯市外围的贝尔诺雅地区。走路到工作地点「拓植神曲乐士派遣事务所」，约30分钟。
马纳伽与玛提亚住的公寓，位於鲁谢赛理斯市霍鲁姆德大道1034号，公寓的管理人是「黑之女神」卡莉娜。公寓离市中心很近，可以在半小时内抵达警署。
雷欧的「葛路迪&雷欧加拉侦探事务所」，位於鲁谢赛理斯市西边的卡德纳区。雷欧本人住在「托尔巴斯帝国饭店」的最顶层。
托爾巴斯神曲學院
為了培訓神曲樂士而設立的學院。在精靈島墜落後，創立的新神曲學院，延續精靈島學院的理念。
奏世乐器之一的〈无限键盤〉，被現任學院長和翠之女神封印在「托尔巴斯神曲学院」地下。
鳳都 畢雷尼斯
由於是梅尼斯帝國首任皇帝出生的故鄉，所以與「將都」有所區分而稱之為「鳳都」。
位在拉滋宛山脈西邊，由於是在背風面，以致於雖然在這個時後會有來至西方的季風吹佛，不過豐沛的雨水卻被擋在山中，使得城市十分乾燥。
毕雷尼斯自古以来积极吸收「异世界」的文化，充满浓厚的日本风。
雖擁有與其他城市無法相比的悠久歷史，可是本身的人口與經濟規模卻屬落後地區。所以現正進行都市再開發，期望能超越大城「將都」托爾巴斯及「帝都」美朵那。
神曲奏界藍的主要舞台。
神曲红与蓝的时代，蓝的主角─库鲁纳与「虐杀精灵」露珐的破旧公寓，位於都市更新失败的外围区域，「银之女神」艾丝缇儿住在毕雷尼斯的中央区域。
几千年来只有精灵居住的「时间之谷」，位於毕雷尼斯北方的「西拉何内山」。
「紫之女神」黎修莉婷的雷击，造成「西拉何内山」地层变动，涌出的温泉让当地成为著名的温泉乡。
「白之女神」安塔娜莉亚（丝诺）与「白色圣兽」布兰卡，在此经营温泉旅馆。
帝都 美那朵
梅尼斯帝国的首都，是要塞都市，人口有8000万人。皇帝的居城，刻有「精灵文字」的护符。
帝都面积是「将都托尔巴斯」的三倍，为一万平方公里，是中央神曲公社的所在地。
所有的建筑物至少有30层楼以上，由摩天大楼组成的未来都市，都市的道路不只在地上，还在空中交叉。
从高空俯瞰的话，整个帝都呈现圆形，中心区域以放射状道路，连接周围的自治都市，就像贴在大地上的巨型摩天轮（圆的半径约600公里）。
将都东云
以「第四帝国博物馆」闻名，馆中收藏梅尼斯帝国历史上重要的文化遗产。特别是保存许多人类与精灵相关的艺术品和文献，因此也被称为「精灵史博物馆」，还拥有许多神曲相关的收藏品。
当地被外国观光客选为『最想造访的景点』，博物馆在「第二次叹息异邦人动乱」时倒塌。动乱结束後，神曲相关的收藏品，转移到托尔巴斯都立神曲博物馆。
奏世乐器之一的〈虚空连鼓〉，曾被封印在博物馆的地下。
将都赛廉达
将都之一，是玛提亚出生的故乡。玛提亚6岁时父亲病逝，11岁时母亲因交通意外身亡。
玛提亚搭乘「新帝都航空」231号班机，前往「将都托尔巴斯」的途中，飞机在空中解体，她被路过的马纳伽所救。半年後，满12岁的玛提亚与马纳伽订下契约。
克兰德姆王国
在神曲白的时代，是波利佛尼卡大陆的大国之一，位於神圣梅尼斯帝国的西边。是普莉姆罗丝与黛西等人的祖国，精灵岛飘浮在王国的上空。
国内存在被称为「五圣家」的五个神曲乐士名家，是代代神曲乐士辈出的名门，与梅尼斯帝国的「七乐门」齐名。
首都为亚历山德尔，是「克兰德姆王立神曲学院」的所在地。
神曲白的200年前，克兰德姆王国与神圣梅尼斯帝国爆发大战，这场战争的导火线是克兰德姆王国与克拉斯特王国签订的密约。
陷入困境的克拉斯特王国，向克兰德姆王国要求派遣援军，结果遭到克兰德姆王国的背叛。
神曲白的时代，克兰德姆王国与神圣梅尼斯帝国是世界两大国。

## 小說
台灣中文版小說各系列皆由尖端出版代理發行。

### 紅系列
| 冊數 | 標題                     | 出版日期                      | ISBN                                          |
| ---- | ------------------------ | ----------------------------- | --------------------------------------------- |
| 1    | 神曲奏界紅(01)任性緋紅   | 2006年1月14日 2007年1月31日   | ISBN 978-479-733-443-2 ISBN 978-957-103-477-0 |
| 2    | 神曲奏界紅(02)浪漫緋紅   | 2006年5月12日 2007年4月4日    | ISBN 978-479-733-582-8 ISBN 978-957-103-547-5 |
| 3    | 神曲奏界紅(03)沉睡緋紅   | 2006年9月13日 2007年7月13日   | ISBN 978-479-733-718-1 ISBN 978-957-103-622-9 |
| 4    | 神曲奏界紅(04)戰鬥緋紅   | 2006年10月12日 2007年11月22日 | ISBN 978-479-733-780-8 ISBN 978-957-103-706-6 |
| 5    | 神曲奏界紅(05)邂逅緋紅   | 2007年5月12日 2008年4月4日    | ISBN 978-479-734-061-7 ISBN 978-957-103-795-0 |
| 6    | 神曲奏界紅(06)嫉妒緋紅   | 2008年7月15日 2009年3月20日   | ISBN 978-479-734-544-5 ISBN 978-957-104-026-4 |
| 7    | 神曲奏界紅(07)奧援緋紅   | 2008年9月16日 2009年9月18日   | ISBN 978-479-734-927-6 ISBN 978-957-104-129-2 |
| 8    | 神曲奏界紅(08)追击緋紅   | 2009年4月15日 2011年5月13日   | ISBN 978-479-734-417-2 ISBN 978-957-10-4521-4 |
| 9    | } 神曲奏界紅(09)追憶緋紅 | 2010年10月16日 2012年1月31日  | ISBN 978-479-736-224-4 ISBN 978-957-10-4751-5 |
| 10   | 神曲奏界紅(10)回首緋紅   | 2011年7月16日 2014年12月11日  | ISBN 978-479-736-596-2 ISBN 978-957-105-809-2 |
| 11   |                          | 2012年11月15日                | ISBN 978-4-7973-7190-1                        |
| 12   |                          | 2013年6月17日                 | ISBN 978-479-737-342-4                        |

### 黑系列
| 冊數 | 標題                   | 出版日期                      | ISBN                                          |
| ---- | ---------------------- | ----------------------------- | --------------------------------------------- |
| 1    | 神曲奏界黑(01)闇黑巡警 | 2006年6月14日 2007年5月21日   | ISBN 978-479-733-614-6 ISBN 978-957-103-581-9 |
| 2    | 神曲奏界黑(02)闇黑寂靜 | 2006年8月10日 2007年7月21日   | ISBN 978-479-733-714-3 ISBN 978-957-103-621-2 |
| 3    | 神曲奏界黑(03)闇黑奏者 | 2006年12月14日 2007年11月21日 | ISBN 978-479-733-899-7 ISBN 978-957-103-703-5 |
| 4    | 神曲奏界黑(04)闇黑三角 | 2007年3月14日 2008年5月2日    | ISBN 978-479-734-054-9 ISBN 978-957-103-825-4 |
| 5    | 神曲奏界黑(05)闇黑決心 | 2007年7月12日 2009年2月6日    | ISBN 978-479-734-166-9 ISBN 978-957-103-995-4 |
| 6    | 神曲奏界黑(06)闇黑患者 | 2007年10月12日 2009年12月19日 | ISBN 978-479-734-540-7 ISBN 978-957-104-212-1 |
| 7    | 神曲奏界黑(07)闇黑回憶 | 2008年2月15日 2010年4月20日   | ISBN 978-479-734-621-3 ISBN 978-957-104-284-8 |
| 8    | 神曲奏界黑(08)闇黑信賴 | 2008年7月15日 2011年1月14日   | ISBN 978-479-734-921-4 ISBN 978-957-104-285-5 |
| 9    | 神曲奏界黑(09)闇黑隔離 | 2008年10月15日 2011年9月8日   | ISBN 978-479-735-127-9 ISBN 978-957-104-587-0 |
| 10   | 神曲奏界黑(10)闇黑解放 | 2009年1月15日 2011年12月20日  | ISBN 978-479-735-266-5 ISBN 978-957-104-699-0 |
| 11   | 神曲奏界黑(11)闇黑崇敬 | 2009年5月15日 2012年9月7日    | ISBN 978-479-735-489-8 ISBN 978-957-104-958-8 |
| 12   | 神曲奏界黑(12)闇黑承諾 | 2009年8月10日 2013年12月9日   | ISBN 978-479-735-533-8 ISBN 978-957-105-455-1 |
| 13   | 神曲奏界黑(13)闇黑降臨 | 2009年11月15日 2015年7月23日  | ISBN 978-479-735-708-0 ISBN 978-957-106-050-7 |
| 14   |                        | 2010年10月16日                | ISBN 978-479-736-225-1                        |

### 銀系列
| 冊數 | 標題                                 | 出版日期                    | ISBN                                          |
| ---- | ------------------------------------ | --------------------------- | --------------------------------------------- |
| 1    | 神曲奏界銀(01)丹．薩里艾爾和白銀之虎 | 2008年9月16日 2011年8月13日 | ISBN 978-479-735-059-3 ISBN 978-957-104-523-8 |
| 2    |                                      | 2009年4月15日               | ISBN 978-479-735-413-3                        |
| 3    |                                      | 2010年7月16日               | ISBN 978-479-736-025-7                        |

### 藍系列
| 冊數 | 標題                   | 出版日期                     | ISBN                                          |
| ---- | ---------------------- | ---------------------------- | --------------------------------------------- |
| 1    | 神曲奏界藍(01)激昂湛藍 | 2007年2月14日 2007年11月20日 | ISBN 978-479-734-053-2 ISBN 978-957-103-704-2 |
| 2    | 神曲奏界藍(02)潛蹤湛藍 | 2007年6月14日 2008年3月18日  | ISBN 978-479-734-162-1 ISBN 978-957-103-797-4 |
| 3    | 神曲奏界藍(03)驚爆湛藍 | 2009年8月10日 2012年1月31日  | ISBN 978-479-734-542-1 ISBN 978-957-104-738-6 |

### 白系列
| 冊數 | 標題                   | 出版日期                      | ISBN                                          |
| ---- | ---------------------- | ----------------------------- | --------------------------------------------- |
| 1    | 神曲奏界白(01)永恆純白 | 2006年7月12日 2007年7月17日   | ISBN 978-479-733-673-3 ISBN 978-957-103-611-3 |
| 2    | 神曲奏界白(02)無限純白 | 2006年11月14日 2007年10月20日 | ISBN 978-479-733-782-2 ISBN 978-957-103-679-3 |
| 3    | 神曲奏界白(03)消逝純白 | 2007年4月12日 2008年2月16日   | ISBN 978-479-734-056-3 ISBN 978-957-103-788-2 |
| 4    | 神曲奏界白(04)歡慶純白 | 2007年9月12日 2008年6月18日   | ISBN 978-479-734-475-2 ISBN 978-957-103-865-0 |
| 5    | 神曲奏界白(05)亙古純白 | 2008年9月16日 2010年9月16日   | ISBN 978-479-734-863-7 ISBN 978-957-104-366-1 |
| 6    | 神曲奏界白(06)螺旋純白 | 2008年12月15日 2011年10月14日 | ISBN 978-479-734-864-4 ISBN 978-957-104-666-2 |
| 7    | 神曲奏界白(07)邊界純白 | 2009年3月14日 2012年4月17日   | ISBN 978-479-734-865-1 ISBN 978-957-104-838-3 |
| 8    | 神曲奏界白(08)追憶純白 | 2009年6月15日 2012年9月24日   | ISBN 978-479-735-542-0 ISBN 978-957-105-000-3 |
| 9    | 神曲奏界白(09)純潔純白 | 2010年2月15日                 | ISBN 978-479-735-891-9                        |
| 10   |                        | 2010年2月15日                 | ISBN 978-479-735-892-6                        |
| 11   |                        | 2010年11月15日                | ISBN 978-479-736-291-6                        |
| 12   |                        | 2011年5月14日                 | ISBN 978-479-736-405-7                        |
| 13   |                        | 2011年11月16日                | ISBN 978-479-736-642-6                        |

### 金系列
| 冊數 | 標題                        | 出版日期                      | ISBN                                          |
| ---- | --------------------------- | ----------------------------- | --------------------------------------------- |
| 1    | 神曲奏界金 復活者・雷歐(01) | 2007年11月15日 2009年10月23日 | ISBN 978-479-734-541-4 ISBN 978-957-104-149-0 |
| 2    |                             | 2008年5月15日                 | ISBN 978-479-734-860-6                        |
| 3    |                             | 2008年11月5日                 | ISBN 978-479-735-168-2                        |
| 4    |                             | 2009年4月15日                 | ISBN 978-479-735-464-5                        |
| 5    |                             | 2009年10月15日                | ISBN 978-479-735-705-9                        |

### 短篇集系列
| 標題                  | 出版日期                     | ISBN                                          |
| --------------------- | ---------------------------- | --------------------------------------------- |
| 神曲奏界 共鳴樂章(01) | 2007年1月2日 2008年2月16日   | ISBN 978-479-733-900-0 ISBN 978-957-103-786-8 |
| 神曲奏界 共鳴樂章(02) | 2008年1月15日 2008年8月15日  | ISBN 978-479-734-543-8 ISBN 978-957-103-921-3 |
| 神曲奏界 異色協奏     | 2007年8月9日 2009年6月23日   | ISBN 978-479-734-299-4 ISBN 978-957-103-974-9 |
| 神曲奏界紅S 1         | 2008年11月15日 2010年3月19日 | ISBN 978-479-735-057-9 ISBN 978-957-104-246-6 |
| 神曲奏界紅S 2         | 2009年1月15日 2010年11月19日 | ISBN 978-479-735-171-2 ISBN 978-957-104-391-3 |
| 神曲奏界紅S 3         | 2009年3月14日 2011年7月20日  | ISBN 978-479-735-357-0 ISBN 978-957-104-578-8 |
|                       | 2009年6月15日                | ISBN 978-479-735-488-1                        |
|                       | 2009年9月15日                | ISBN 978-479-735-491-1                        |
|                       | 2010年3月16日                | ISBN 978-479-735-932-9                        |

### 畫冊系列
| 標題                         | 出版日期                             | ISBN                                          |
| ---------------------------- | ------------------------------------ | --------------------------------------------- |
| 神曲視界完全畫冊             | 2007年8月31日初版 2007年12月一版一刷 | ISBN 978-4-7973-4414-1 ISBN 978-957-10-3751-6 |
| 神曲奏界紅畫冊：神奈月昇畫集 | 2010年3月29日初版 2011年2月15日初版  | ISBN 978-4-7973-5890-2 ISBN 978-957-10-4435-4 |

## 動畫

### 第1期(神曲奏界ポリフォニカ)

#### 各話標題
| 乐章 | 标题                                       | 原版首映日期  |
| ---- | ------------------------------------------ | ------------- |
| 01   | Prelude(前奏) - 紅色的精靈 （）            | 2007年4月3日  |
| 02   | Operetta(輕歌劇) - 凝望的精靈 （）         | 2007年4月10日 |
| 03   | Polka(波爾卡) - 海底遺物 （）              | 2007年4月17日 |
| 04   | Dal Segno(連續記號) - 起始日 （）          | 2007年4月24日 |
| 05   | Affannato(悲傷曲) - 背叛的羈絆 （）        | 2007年5月1日  |
| 06   | Scherzo(詼諧曲) - 想待在你身邊的理由 （）  | 2007年5月8日  |
| 07   | Vaiorentza() - 黑色的追擊者 （）           | 2007年5月15日 |
| 08   | Serenade(小夜曲) - 人與精靈之間的夾縫 （） | 2007年5月22日 |
| 09   | Rhapsody(狂想曲) - 神曲樂士的故事 （）     | 2007年5月29日 |
| 10   | Ballade(敘事曲) - 愛恨的決戰 （）          | 2007年6月5日  |
| 11   | Requiem(安魂曲) - 歌唱的精靈 （）          | 2007年6月12日 |
| 12   | Symphony(交響曲) - 彩虹樂章 （）           | 2007年6月19日 |

#### 播放電視台
日本深夜動畫：下文記載的日本国内播放時間使用日本標準時間（UTC+9）表示。因為部分時間标识會採用30小时制，因此請留意这类超过24:00的时间，其實際播放時間為翌日清晨。
| 播映地區   | 電視台            | 播映期間               | 播映時間           | 備註               |
| ---------- | ----------------- | ---------------------- | ------------------ | ------------------ |
| 關東廣域圈 | TBS電視(TBS)      | 2007年4月3日 - 6月19日 | 火曜 28:15～28:45  | 有字幕             |
| 中京廣域圈 | 中部日本放送(CBC) | 2007年4月5日 - 6月21日 | 木曜 27:25 - 27:55 | 在あにせん節目播放 |
| 近畿廣域圈 | 每日放送(MBS)     | 2007年4月7日 - 6月23日 | 土曜 27:25 - 27:55 | [ 8 ]              |
| 全日本     | BS-i              | 2007年5月1日 - 7月17日 | 火曜 26:30 - 27:00 | この局のみ16:9放映 |
| 全日本     | AT-X              | 2007年6月22日 - 9月7日 | 金曜 9:30 - 10:00  |                    |

#### 音樂
片頭曲『Apocrypha』
演唱：eufonius、作词：riya、作曲・編曲：菊地創
片尾曲
演唱：kukui、作詞：霜月はるか、作曲・編曲：myu
插入曲（第8話）
演唱：eufonius、作詞：riya、作曲・編曲：菊地創
插入曲（第11・12楽章）
演唱・作詞：堀澤麻衣子、作曲・編曲：七瀨光

### 第2期（神曲奏界ポリフォニカ crimson S）

#### 各話標題
| 話數   | 日文標題 | 中文標題 | 劇本     | 分鏡     | 演出            | 作畫監督                            |
| ------ | -------- | -------- | -------- | -------- | --------------- | ----------------------------------- |
| 第1奏  |          | 邂逅     | 金巻兼一 | 鈴木利正 | 鈴木利正        | 今村麻美 臼田美夫                   |
| 第2奏  |          | 迷路     | 金巻兼一 | 山本天志 | 守田芸成        | 夘野路子 武本大介                   |
| 第3奏  |          | 盟約     | 金巻兼一 | 伴山人   | 萩原露光        |                                     |
| 第4奏  |          | 暗躍     |          | 吉田英俊 |                 | 空流邊廣子                          |
| 第5奏  |          | 謀略     | 関島眞頼 | 徳本善信 | 徳本善信        | 宮崎修治                            |
| 第6奏  |          | 双魂     | 金巻兼一 | 園田雅裕 | 園田雅裕        | 玉木慎吾                            |
| 第7奏  |          | 始動     | 金巻兼一 | 上坪亮樹 | 美甘義人        | 本多美乃 杉本光司                   |
| 第8奏  |          | 激震     |          | 山本天志 | 浅見松雄        | 武本大介 宇津木勇                   |
| 第9奏  |          | 野望     | 関島眞頼 | 吉田英俊 |                 | 空流邊廣子                          |
| 第10奏 |          | 進攻     | 関島眞頼 | 園田雅裕 | 園田雅裕        | 玉木慎吾 藤原利惠                   |
| 第11奏 |          | 解體     | 関島眞頼 | 松尾衡   | 神崎ユウジ      | 櫻井木之實 宮崎修治                 |
| 第12奏 |          | 希望     | 金卷兼一 | 松尾衡   | 上田繁 美甘義人 | 小原充 小菅和久 武本大介 空流邊廣子 |

#### 播放電視台
日本深夜動畫：下文記載的日本国内播放時間使用日本標準時間（UTC+9）表示。因為部分時間标识會採用30小时制，因此請留意这类超过24:00的时间，其實際播放時間為翌日清晨。
| 播映地區   | 電視台          | 播映期間               | 播映時間           |
| ---------- | --------------- | ---------------------- | ------------------ |
| 近畿廣域圈 | 每日放送（MBS） | 2009年4月4日 - 6月20日 | 土曜 26:58 - 27:28 |

#### 音樂
片頭曲『phosphorus』
演唱：eufonius、作词：riya、作曲・編曲：菊地創
片尾曲
演唱：戶松遙、作詞・作曲：荒卷修久、編曲：齋藤真也

## 漫畫
目前有三部：緋紅、闇黑、純白

緋紅、闇黑由日本的Flex Comix代理，台灣由東立出版社代理全球中文版，緋紅日本、台灣全9集，暗黑日本、台灣全3集。純白由日本秋田書店代理，台灣由長鴻出版社代理，集數日本、台灣全5集。

## 外部連結
- （日語） ocelot （页面存档备份，存于）
- （日語） GA GRAPHIC NOVEL・神曲奏界ポリフォニカ特集ページ
- （日語） プロトタイプ・PS2版製品紹介 （页面存档备份，存于）
- （日語） プロトタイプ・PSP版製品紹介 （页面存档备份，存于）
- （日語） テレビアニメ公式サイト
- （日語） テレビアニメ公式サイト （页面存档备份，存于）(TBS)
- （日語） FlexComixブラッド(Yahoo! コミック)
- （中文） 神曲奏界POLYPHONICA中文论坛